# Phiala simplex
Phiala simplex är en fjärilsart som beskrevs av Aurivillius 1904. Phiala simplex ingår i släktet Phiala och familjen Eupterotidae. Inga underarter finns listade i Catalogue of Life.